# Scheloribates vanzwaluwenburgi
Scheloribates vanzwaluwenburgi är en kvalsterart som först beskrevs av Arthur P. Jacot 1934.  Scheloribates vanzwaluwenburgi ingår i släktet Scheloribates och familjen Scheloribatidae. Inga underarter finns listade i Catalogue of Life.